# María Andrea Sánchez
María Andrea Sánchez Piñón (* 31. März 1994 in Ocotlán, Jalisco), meistens verkürzt als María Andrea Sánchez bzw. Andrea Sánchez und gelegentlich auch als María Sánchez bezeichnet, ist eine mexikanische Fußballspielerin, die in der Verteidigung bzw. im defensiven Mittelfeld zum Einsatz kommt.

## Leben
María Andrea Sánchez begann ihre Laufbahn als Profispielerin bei Einführung der Liga MX Femenil in der Apertura 2017 bei Chivas Femenil, mit denen sie auch die Meisterschaft in der Eröffnungsspielzeit gewann. 
Anfang 2021 wechselte sie zu den Rayadas de Monterrey, mit denen sie in der Apertura 2021 zum zweiten Mal in ihrer Laufbahn die Meisterschaft gewann und somit die erste Spielerin der Liga MX Femenil war, die mit zwei Vereinen den Meistertitel gewann.
Nach anderthalb Jahren bei den Rayadas de Monterrey wechselte Sánchez im Juni 2022 zum CD Cruz Azul und ein halbes Jahr später zu den Bravas de Juárez.

## Erfolge
- Mexikanischer Meister: Apertura 2017, Apertura 2021